# Lamaze
Lamaze International ist eine US-amerikanische Organisation, die sich für eine sanfte Geburt einsetzt.
Die Gesellschaft wurde 1960 als American Society for Psychoprophylaxis in Obstetrics gegründet, hieß dann ASPO/Lamaze und wurde schließlich in Lamaze International Inc umbenannt.
Der Name geht auf den französischen Geburtshelfer Fernand Lamaze zurück, der in den 1950er Jahren auf einer Reise in der Sowjetunion die psychoprophylaktische Geburtshilfe entdeckte und sie anschließend in den USA popularisierte.